# Callianira bialata
Callianira bialata is een soort in de taxonomische indeling van de ribkwallen (Ctenophora). 
De kwal behoort tot het geslacht Callianira en behoort tot de familie Mertensiidae. De wetenschappelijke naam van de soort werd voor het eerst geldig gepubliceerd in 1841 door Delle Chiaje.